# 科米特 (北卡羅萊納州)
科米特（英語：Comet）是位於美國北卡羅萊納州阿什縣的非建制地區。

## 歷史
科米特的郵局於1882年設立，其後於1953年停運。

## 地理
科米特所處的海拔為高於海平面892米（即2926英呎），而該地所採用的時區為UTC-5，即北美东部时区（EST）。同時該地設有夏令時間，為UTC-5調快一小時，即UTC-4（EDT）。